# Leonore Teles de Menezes

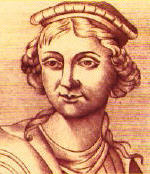
Leonore Teles de Menezes, Königin und Regentin von Portugal

Leonore Teles de Menezes (auch Leonor Tellez des Menezes; * um 1350 in Trás-os-Montes; † wohl 27. April 1386  in Tordesillas) war eine portugiesische Adlige. Als Ehefrau König Ferdinands I. von Portugal war sie von 1372 bis 1383 Königin und nach dem Tod ihres Gatten von 1383 bis 1384 Regentin von Portugal. Erst ihr Sturz ermöglichte die Thronbesteigung Johanns I. und damit den Beginn der Herrschaft des Hauses Avis. Von den Portugiesen wurde sie a aleivosa (die Betrügerische) genannt. Sie war nach Theresia von León die zweite Frau, die Portugal als Regentin regierte.

## Abstammung und frühes Leben
Leonore Teles wurde als Tochter des portugiesischen Adligen Martim Afonso Telo de Menezes und seiner Gattin Aldonça Anes de Vasconcelos geboren. Noch als junges Mädchen  heiratete sie in erster Ehe einen Verwandten, João Lourenço da Cunha, zweiten Herrn von Pombeiro. Außer einer Totgeburt bekam das Paar einen überlebenden Sohn:
- Álvaro da Cunha, dritter Herr von Pombeiro (* 1371)

Leonores ältere Schwester Maria war eine Ehrendame der Infantin Beatrix, der Halbschwester König Ferdinands von Portugal. Als Leonore nun Maria am Hof besuchte, machte sie die Bekanntschaft König Ferdinands, der sich in die rothaarige Schönheit verliebte. Maria Teles sprach sich gegen eine Beziehung ihrer Schwester mit dem König aus, und dieser hatte außerdem 1371 im Friedensvertrag nach der Beendigung seines ersten Krieges gegen den kastilischen König Heinrich II. von Trastámara versprochen, dessen Tochter Eleonore zu heiraten. Dennoch wollte Ferdinand nicht von Leonore Teles ablassen, die sich aber auf Rat ihres am Hof einflussreichen Onkels João Afonso Telo de Menezes, Grafen von Barcelos, nicht sofort hingab, sondern es darauf anlegte, zur Königin gemacht zu werden. Tatsächlich gab Ferdinand sein Eheprojekt mit der Infantin Eleonore auf und setzte, als João Lourenço da Cunha seine Gattin zu sich zurückrufen ließ, die Annullierung der Ehe seiner Geliebten unter dem Vorwand ihrer angeblich zu nahen Verwandtschaft mit ihrem Gemahl durch.
Laut einigen Quellen heirateten Ferdinand und Leonore gegen Ende 1371 heimlich. Jedenfalls stieß ihre Beziehung im Volk auf Widerstand und rief oppositionelle Adlige wie Ferdinands Halbbruder Dinis auf den Plan, die in Lissabon einen Tumult verursachten. An die Spitze der Tausenden vor dem Palast erschienenen Protestierenden stellte sich Fernão Vasques, bezeichnete Leonore Teles als Hexe und verlautbarte, dass das Volk eine Ehe des Königs mit ihr nicht zulassen würde. Aus Angst vor der Meute versicherte Ferdinand, er sei mit Leonore Teles nicht vermählt und beabsichtige auch in Zukunft nicht den Abschluss einer solchen Ehe; am nächsten Tag werde er im Dominikanerkloster nähere Auskünfte erteilen. Doch im Schutz der Dunkelheit konnte er gemeinsam mit Leonore unbemerkt Lissabon verlassen, woraufhin das Paar nach Santarém und anschließend in die Provinz Entre-Douro-e-Minho weiterreiste. Auf Leonores Betreiben wurde nun gegen die Aufrührer blutig eingeschritten, wobei auch Vasques zu Tode kam. Im Mai 1372 feierten Ferdinand und Leonore im Kloster Leça do Balio in Matosinhos in Gegenwart vieler Adliger und Prälaten öffentlich ihre Hochzeit. Der Infant Dinis verweigerte aber der neuen Königin den Handkuss und damit die Anerkennung; er ging ins Exil nach Kastilien.

## Königin
Durch scheinbar freundliches und großzügiges Verhalten suchte Leonore Teles sich bei den vornehmen Portugiesen beliebt zu machen, verabsäumte aber auch  nicht, ihren Verwandten hohe und einflussreiche öffentliche Positionen zu verschaffen. So wurde etwa ihr Bruder João Afonso Telo de Menezes Admiral. Ferdinand übertrug Leonore durch Schenkung reiche Einkünfte mehrerer Städte: Vila Viçosa, Abrantes, Almada, Sintra, Torres Vedras, Alenquer, Atouguia, Óbidos, Aveiro sowie die Lehen Sacavém, Frielas und Unhos. Sie tauschte 1374 Vila Viçosa gegen Vila Real und erwarb 1376 Pinhel.
Leonore und König Ferdinand I. bekamen bald eine Tochter und später auch zwei Söhne, die allerdings noch als Kleinkinder verstarben:
- Beatrix (* 1372; † nach 1409), die 1383 König Johann I. von Kastilien heiratete.
- Peter (*/† 1380)
- Alfons (*/† 1382)

Noch 1372 schloss König Ferdinand I. ein Bündnis mit John of Gaunt, Herzog von Lancaster, der Ansprüche auf den kastilischen Thron erhob. Damit provozierte der portugiesische König einen neuen Krieg mit Heinrich II. Trastámara und machte sein Land zum Nebenschauplatz im Hundertjährigen Krieg zwischen England und Frankreich. Kastilische Truppen drangen siegreich in Portugal ein und belagerten Lissabon. Da auch die erwartete englische Hilfe ausblieb, musste Ferdinand den schmählichen Frieden von Santarém (19. März 1373) schließen. Obwohl er zwar dennoch am 16. Juni 1373 ein geheimes Bündnis mit England einging und damit seiner politischen Linie treu blieb, bestand der portugiesisch-kastilische Frieden während der nächsten Jahre fort.
Besonders während der letzten Lebensjahre Ferdinands, als dieser sich krankheitsbedingt bereits weitgehend von der Regierung zurückgezogen hatte, konnte Leonore Teles einen großen Einfluss auf die portugiesische Politik gewinnen und suchte ihre Stellung gegen mögliche Konkurrenten abzusichern. Ihre Schwester Maria hatte nach dem Tod ihres Gatten Álvaro Dias de Souza 1376 heimlich König Ferdinands Halbbruder Johann geheiratet, der ebenso wie der Infant Dinis ein Sohn König Peters I. von Portugal und der Inês de Castro war. Leonore fürchtete angesichts ihrer bisher fehlenden männlichen Nachkommenschaft und der hinfälligen Gesundheit ihres Gemahls, dass nach dessen Tod möglicherweise der Infant Johann den Thron besteigen und so ihre Schwester als neue Königin ihren Platz einnehmen werde. Daher weckte die intrigante Leonore in Johann Zweifel an der Treue seiner Gattin und stellte ihm nach einer Trennung von dieser die Heirat mit ihrer eigenen Tochter, der präsumtiven Thronerbin Beatrix, in Aussicht. Daraufhin erdolchte der Infant im Juni/Juli 1379 seine Gemahlin Maria in Coimbra, floh aber vor der Rache der mächtigen Verwandtschaft der Ermordeten an die kastilische Grenze. Leonore bewirkte durch ihre Fürsprache zwar, dass er an den Hof zurückkehren durfte, doch musste Johann bald erkennen, dass er bezüglich der Vorwürfe der Untreue seiner Gattin und der versprochenen Hand der Königstochter getäuscht worden war und begab sich zu seinem Bruder Dinis ins kastilische Exil.
In Kastilien hatte unterdessen Johann I. nach dem Tod seines Vaters Heinrich II. Trastámara im Mai 1379 den Thron bestiegen. Er handelte 1380 mit der portugiesischen Seite ein Heiratsarrangement aus, das eine spätere Ehe zwischen seinem ältesten, erst einjährigen Sohn Heinrich und der Erbtochter König Ferdinands, Beatrix, vorsah. Es wurde dabei auch vereinbart, dass im Fall des vorzeitigen Ablebens einer der beiden künftigen Eheleute dessen Reich dem Überlebenden zufallen solle. Leonore Teles missbilligte aber diesen für ihre Tochter entworfenen Heiratsplan.
Der galizische Ritter Juan Fernández Andeiro, der aus Kastilien nach Portugal geflüchtet war, aber nach der kastilisch-portugiesischen Annäherung sein Gastland verlassen hatte müssen und in England Zuflucht gesucht hatte, kehrte von dort heimlich mit dem Angebot des Herzogs von Lancaster zur Erneuerung der gegen Kastilien gerichteten portugiesisch-englischen Allianz zurück. Leonore Teles unterstützte diesen Vorschlag. Andeiro war ihr Günstling, den sie zum Grafen von Ourém hatte erheben lassen, und laut spätmittelalterlichen Quellen soll sie mit ihm ein ehebrecherisches Verhältnis unterhalten haben. Unter dem Einfluss von Andeiro und Leonore ging deren königlicher Gemahl auf das englische Bündnisangebot ein. So brach 1381 der dritte Krieg aus, den Ferdinand gegen Kastilien führte. Im Juli 1381 trafen auf dem Seeweg englische Verstärkungstruppen in Portugal ein, die von Edmund of Langley, 1. Duke of York, dem fünften Sohn des englischen Königs Eduard III., angeführt wurden. Edmunds achtjähriger Sohn Edward wurde mit Ferdinands Tochter Beatrix vermählt. Das selbstherrliche Auftreten der englischen Hilfstruppen führte aber zu Spannungen mit der portugiesischen Bevölkerung.
Inzwischen kam es zum Konflikt zwischen Leonore Teles und Ferdinands illegitimem Halbbruder Johann, Großmeister des Avis-Ritterordens, in dem die Königin einen Konkurrenten um die Macht sah. Als nun der Graf von Ourém einmal schwitzend den Palast betrat und Leonore ihm ein Tuch zum Abwischen reichte, tadelten Johann von Avis und dessen Vertrauter Gonçalo Vasques de Azevedo dieses Verhalten als unziemlich und streuten offenbar Gerüchte über eine Beziehung der Königin zum Grafen. Auf Betreiben Leonores wurden daraufhin Johann von Avis und Azevedo, als sie sich in Évora aufhielten, vom Kommandanten dieser Stadt, Vasco Martinho de Mello, eingekerkert. Dieser erhielt wenig später den Befehl, die Gefangenen hinzurichten. Als der Kommandant beim König persönlich anfragen ließ, ob er die Exekution wirklich vornehmen solle, gab Ferdinand den Befehl, die Gefangenen zu verschonen. Da Leonores Plan misslungen war, trat sie nun scheinbar versöhnlich für eine Freilassung des Ordensgroßmeisters und seines Freundes ein, die aber erst nach etwa 20 Tagen auf Anordnung des Königs ihren Kerker verlassen durften.
Im August 1382 kam der Frieden zwischen Portugal und Kastilien zustande und die Engländer zogen wieder ab. Der Papst annullierte die Ehe des kleinen englischen Prinzen Edward und der Infantin Beatrix, die stattdessen mit Ferdinand, dem zweiten Sohn König Johanns I. von Kastilien, vermählt werden sollte. Zur besseren Absicherung der Thronfolge ihrer Tochter ließen Ferdinand und seine Gattin aber den Grafen von Ourém Anfang 1383 mit der kastilischen Seite erneut verhandeln und erreichten, dass der vor kurzem Witwer gewordene Johann I. nun selbst Beatrix im Mai 1383 heiratete. Im Vertrag von Salvaterra de Magos (2. April 1383) war jedoch bestimmt, dass nach dem Tod Ferdinands zunächst die Regentschaft Portugals auf Leonore Teles übergehen würde, bis ein Sohn von Beatrix das 14. Lebensjahr erreicht hätte, und verschiedene weitere Klauseln des Ehevertrags sollten verhindern, dass Portugal völlig in Kastilien aufginge.

## Regentin, Sturz und letzte Lebensjahre
Nach dem Tode ihres Mannes (22. Oktober 1383) wollte Leonore Teles ihre Tochter zur Königin von Portugal proklamieren lassen und übernahm in ihrem Namen die Regentschaft des Landes. Sie besaß einigen Anhang beim Adel, war aber im Volk äußerst unbeliebt. Viele national gesinnte Portugiesen wünschten keinen Anschluss ihres Staates an Kastilien und misstrauten den von Kastilien gemachten Autonomieversprechen. Außerdem räumte Leonore ihrem Günstling Andeiro mehr denn je große Machtbefugnisse ein, was im Volk ebenfalls zu starker Kritik führte. Deshalb wurde sie, nach nur sechs Wochen Herrschaft, von einem Aufstand der Handwerkszünfte in Lissabon gestürzt (Revolution von 1383). Johann von Avis, Halbbruder des verstorbenen Königs, setzte sich an die Spitze des Aufstandes, drang mit einigen Getreuen in den Palast der Königinwitwe ein und ermordete am 6. Dezember 1383 den verhassten Andeiro. Dies geschah fast unter den Augen und zur tiefen Bestürzung Leonores, die aber selbst unbehelligt blieb und sich in die nach wie vor zu ihr haltende Stadt Alenquer zurückziehen durfte. Die Güter ihrer Sympathisanten wurden eingezogen.
Nun bat Leonore den kastilischen König, ihren Schwiegersohn, um Hilfe, der mit seinen Truppen in Portugal eindrang. In Santarém traf er im Jänner 1384 mit Leonore zusammen, die ihre Regentschaft zu seinen Gunsten niederlegen musste. Inzwischen war Johann von Avis am 16. Dezember 1383 zum Regenten und Verteidiger Portugals ausgerufen worden. Er hielt einer sechsmonatigen Belagerung Lissabons durch kastilische Truppen stand, die schließlich im September 1384 aufgrund der in ihren Reihen wütenden Pest zum Abzug genötigt waren. Johann I. von Kastilien hatte die in seinem Land befindlichen Söhne Peters I. von Portugal und der Inês de Castro, die Infanten Johann und Dinis, als Anwärter auf den portugiesischen Thron internieren lassen; doch am 6. April 1385 anerkannten die Cortes in Coimbra stattdessen Johann von Avis als neuen König Portugals. Nach der vernichtenden Niederlage des kastilischen Königs in der Schlacht von Aljubarrota (14. August 1385) war die Herrschaft Johanns von Avis gesichert.
Weil Johann I. von Kastilien Leonore Teles keinerlei Einfluss mehr einräumen wollte, soll sie Pedro von Trastámara ihre Hand versprochen haben, wenn er ihren königlichen Schwiegersohn aus dem Weg räume, doch sei das Komplott rechtzeitig entdeckt worden. Jedenfalls ließ der kastilische König die ränkevolle Leonore im Nonnenkloster Santa Clara zu Tordesillas nahe Valladolid einsperren, wo sie laut einigen Historikern bereits 1386, nach anderen erst Jahre später starb. Sie wurde im Kloster der Mercedarier in Valladolid beigesetzt.